# Friedrich Schmidt (Politiker, 1902)

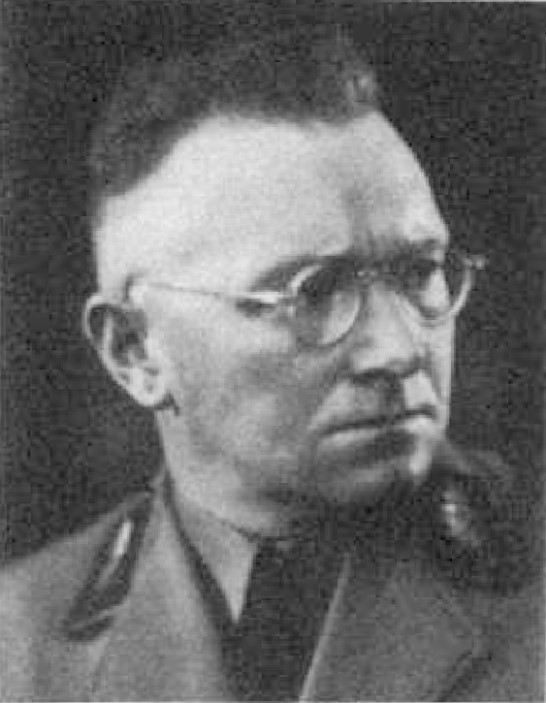
Friedrich Schmidt

Friedrich Gottlob Schmidt (* 13. August 1902 in Wiesenbach; † 6. November 1973 in Burghausen) war ein deutscher Politiker (NSDAP).

## Leben und Wirken
Schmidt, Sohn eines Bäckers und Bauern, besuchte von 1909 bis 1916 die Volksschule in Wiesenbach. Von 1917 bis 1923 wurde er am evangelischen Lehrerseminar in Künzelsau ausgebildet. Während des Studiums gehörte er dem Bund der Adler und Falken an. Nach der erfolgreich bestandenen ersten Dienstprüfung als Lehrer war Schmidt bis zum 15. Juli 1927 stellungslos. In diesen Jahren war er in verschiedenen gemeinnützigen Organisationen tätig: Vom Oktober 1924 bis zum 1. Juli 1927 war Schmidt Kanzler (Führer und Organisator) der völkisch orientierten Artamanen (Freiwilliger Arbeitsdienst) in Dresden und Halle an der Saale. Parallel dazu war er Mitarbeiter in der Bauernhochschulbewegung. Außerdem war er Mitglied des Bauernrates. Ab 1927 war er im Volksschulinstitut tätig, bis er am 1. Mai 1931 von der Lehrtätigkeit beurlaubt wurde.
Im Mai 1925 trat Schmidt der NSDAP (Mitgliedsnummer 4.864) bei. Nach dem Austritt aus der Partei Ende September 1927 erfolgte sein Wiedereintritt in die NSDAP Ende April 1928. In den 1920er Jahren wurde er auch Mitglied der SA. Schmidt wechselte im Mai 1934 von der SA zur SS (Mitgliedsnr. 276.600) und stieg dort bis 1939 zum SS-Brigadeführer auf. Vom 6. Dezember 1931 bis zum 1. Oktober 1932 gehörte Schmidt für seine Partei dem Stadtrat in Stuttgart an. Von April 1932 bis 1933 gehörte er für die NSDAP dem Landtag von Württemberg an. Am 1. Mai 1931 übernahm Schmidt in der Gauleitung von Württemberg-Hohenzollern die Funktionen des Gaugeschäftsführers und Gaupropagandaleiters. Hinzu kamen Tätigkeiten als Ortsgruppenleiter und Kreisleiter. Zudem gehörte er ab 1934 dem Reichsbauernrat an.
Bei der Reichstagswahl vom März 1933 wurde Schmidt als Kandidat seiner Partei für den Wahlkreis 31 (Württemberg) in den Reichstag gewählt, dem er in der Folge bis zum Ende der NS-Herrschaft im Mai 1945 angehörte.
Im März 1933 wurde Schmidt zum stellvertretenden Gauleiter von Württemberg ernannt und übte diese Funktion bis 1937 aus. Im Juli desselben Jahres übernahm er die Leitung der Landesstelle Württemberg-Hohenzollern des Reichsministeriums für Volksaufklärung und Propaganda. Ab Mai 1936 leitete er als Nachfolger von Max Frauendorfer die Abteilung für Schulung im Amt Rosenberg. Am 1. Mai 1937 wurde Schmidt zusätzlich zum Leiter des Hauptschulungsamtes der NSDAP berufen.
Nach Ausbruch des Zweiten Weltkrieges war Schmidt bis Ende Oktober 1939 stellvertretender Gauleiter in Łódź. Von Oktober 1939 bis Februar 1940 amtierte Schmidt als SS-Distriktchef in Lublin. Danach kehrte er ins Deutsche Reich zurück. Schmidt wurde am 20. April 1940 „Hauptbefehlsleiter der NSDAP im Arbeitsbereich GG“. Ab Februar 1942 kämpfte er mit der Waffen-SS an der Front. Im August 1944 geriet er in Frankreich in amerikanische Kriegsgefangenschaft. Die Spruchkammer des Internierungslagers Ludwigsburg stufte Schmidt als hauptschuldig ein und verurteilte ihn am 20. Juli 1948 zu 30 Monaten Arbeitslager. Sein Vermögen wurde eingezogen.
In der Sowjetischen Besatzungszone wurden Schmidts Schriften Das Reich als Aufgabe, Um die Einheit der Volkserziehung und Die neue deutsche Lebens- und Volksordnung auf die Liste der auszusondernden Literatur gesetzt.

## Schriften
- Parole und Gegenparole. Rede d. stellv. Gauleiters Friedrich Schmidt, Leiter d. Hauptschulungsamts d. NSDAP. u. d. Amtes Werkschar u. Schulg d. DAF., auf d. Arbeitstag d. Gau- u. Kreisschulungswalter d. DAF. am 8. Aug. 1938 in Sonthofen. 1938.
- Schlußrede des stellvertretenden Gauleiters Friedrich Schmidt, Leiter des Hauptschulungsamts der NSDAP. und des Amtes Werkschar und Schulung der DAF., auf der Arbeitstagung der Gau- und Kreisschulungswalter der DAF., am 9. Aug. 1938 in Sonthofen. 1938.
- Des Führers Auftrag an die Schulung. Rede in d. Ordensburg Sonthofen vor d. Gau- u. Kreisschulungsleitern im Jan. 1938. Die Deutsche Arbeitsfront, Amt „Werkschar u. Schulung“, Berlin 1938 sowie NSDAP., Reichsleitg, Hauptschulungsamt, München 1938.
- Das Reich als Aufgabe. Nordland-Verlag, Berlin 1940 sowie NSDAP, Reichsleitg, Hauptschulungsamt, München 1940.
- Um die Einheit der Volkserziehung. Abgrenzg und Zielgebung. Hauptschulungsamt, München 1940.
- Die neue deutsche Lebens- und Volksordnung. Deutscher Volksverlag, München 1941.